# Stora Ösjön
Stora Ösjön är en mosse i Tranås kommun i Småland och ingår i Motala ströms huvudavrinningsområde.